# 正丸トンネル信号場
正丸トンネル信号場（しょうまるトンネルしんごうじょう）は、埼玉県秩父郡横瀬町にある西武鉄道西武秩父線の正丸トンネル内に設けられた信号場である。

## 歴史
- 1969年（昭和44年）10月14日：西武秩父線の開業と同時に開設。

## 構造
トンネル内に本線と副本線1線が設置された1線スルー構造である。単線である同線の上下線の列車交換や、各駅停車の特急列車待避に使用されている。

構内配線図。A：芦ヶ久保　B：正丸

## 周辺
本信号場がある正丸トンネルの東側には国道299号の正丸トンネルが並行して通っている。また、西側には少し離れているが国道299号の正丸トンネル交差点より分岐した東京都道・埼玉県道53号青梅秩父線が通っている。

## 隣の駅
西武鉄道
 西武秩父線
正丸駅 (SI33) - 正丸トンネル信号場 - 芦ヶ久保駅 (SI34)